# Luis Carlos Cuartero
Luis Carlos Cuartero Lafarga (* 13. Juni 1975 in Saragossa) ist ein ehemaliger spanischer Fußballspieler, der bei Real Saragossa in der spanischen Primera División spielte.
Luis Carlos Cuartero hält einige kuriose Rekorde: So ist er zum Beispiel der Spieler, der die meisten Spiele für Real Saragossa bestritten hat ohne auch nur ein einziges Mal ein Tor zu erzielen. Zudem ist er mit vier Titeln (2× Copa del Rey, je 1× Europapokal der Pokalsieger und Supercopa de España) derjenige Spieler der Aragonier, der die meisten Titel für Saragossa erringen konnte.

## Titel
- 1995 – Europapokal der Pokalsieger – Real Saragossa
- 2001 – Copa del Rey – Real Saragossa
- 2004 – Copa del Rey – Real Saragossa
- 2004 – Supercopa de España – Real Saragossa